# Габріель Нуньєс
Габріель Нуньєс Агірре (ісп. Gabriel Núñez Aguirre, нар. 6 лютого 1942) — мексиканський футболіст, виступав на позиції захисника.

## Клубна кар'єра
Народився та виріс у штаті Морелос. Професіональну кар'єру розпочав 1959 року в «Сакатепеку», на момент переходу команда була дворазовим чемпіоном Мексики (1955, 1958) та національний кубок (1957, 1959). Але з початком кар'єри в «Сакатепеці» «золоті роки» завершилися й команда не демонстрували попередніх результатів. У «Сакатепеку» виступав тривалий період часу, після чого перейшов в «Америку». У 1970 році повернувся до «Сакатепеку». У сезоні 1970/71 років разом з командою став фіналістом кубку Мексики. Наприкінці кар'єри грав за «Пачуку» та «Халіско».

## Кар'єра в збірній
У футболці національної збірної Мексики дебютував 11 квітня 1965 року в переможному (2:1) поєдинку проти Гватемали. Востаннє в складі збірної вийшов на поле 18 березня 1970 року в нічийному (3:3) поєдинку проти Перу. 
Учасник чемпіонату світу 1966 року в Мексиці, де зіграв у всих трьох матчах мексиканської збірної на турнірі (проти Франції (1:1), Англії (0:2) та Уругваю (0:0)). У футболці збірної Мексики з 1965 по 1970 рік зіграв 35 матчів.

## Титули і досягнення
- Переможець Чемпіонату націй КОНКАКАФ: 1965